# Ștefan Berindei
Ștefan Berindei (n. 22 mai 1942 – d. 5 august 2000, Werneck, Bavaria, Germania) a fost un saxofonist și compozitor de jazz din România.
Se trage dintr-o familie cu lungi tradiții în jazzul românesc, fiind nepotul lui Emil Berindei (pionier al jazzului românesc) și fiul lui Mihai Berindei.
Studiază la „Institutul Politehnic București” (secția electronică). După absolvire lucrează ca inginer de sunet, dar începe concomitent studii de muzicologie la Conservatorul Ciprian Porumbescu, pe care îl absolvă în 1974.
Încă de la vârsta de 15 ani studiază singur saxofonul alto ascultând discuri de jazz ale familiei. În timpul facultății cântă în formația Paul Ghențer.
În 1968 cântă cu un sextet alcătuit din George Nistor (trompetă), Cornel Meraru (trombon), Marius Popp (pian), Wolfgang Güttler (contrabas) și Adrian Ciceu (baterie). 
Face un turneu în RDG cu freetetul lui Richard Oschanitzky (1969).
Participă la cele trei ediții ale Festivalului de jazz de la Ploiești (1969, 1970, 1971).
Participă la Festivalul de jazz de la Sibiu din 1975 cu formație proprie.
Emigrează în Germania Federală în 1975.

## Colaborări
- Quintetul/Sextetul/Septetul București[1]
- Aura Urziceanu
- Marius Popp
- Dan Mândrilă
- Johnny Răducanu
- Paul Weiner
- Sincron[2]

## Discografie
- Romanian Jazz: Jazz From The Electrecord Archives 1966-1978 (Compilație)
- Romanian Jazz Connection (1999)